# Distrito de Yunguyo
El distrito de Yunguyo es uno de los siete que conforman la provincia de Yunguyo, ubicada en el departamento de Puno en el sudeste del Perú.
Desde el punto de vista jerárquico de la Iglesia católica forma parte de la Prelatura de Juli en la arquidiócesis de Arequipa.

## Historia
El distrito fue creado en los primeros años de la República.

## Geografía
Situada al sur de la península de Copacabana a los pies del volcán Khapía, ocupa la mayor parte de la Yunguyo; linda al norte con el lago Titicaca; al sur con el Distrito de Copani;  al este lago Titicaca, en su lago más pequeño llamado Menor o Huiñamarca y también con el Ollaraya; y al oeste con los distritos de Cuturapi  y de Zepita.

## Demografía
La población estimada en el año 2016 es de 28.367 habitantes.

## Autoridades

### Municipales
- 2015-2018
  - Alcalde: Leonardo Fabio Concori Pilco, del Proyecto de la Integración para la Cooperación.
  - Regidores:

  1. Leoncio Delgado Centeno (Proyecto de la Integración para la Cooperación)
  2. Carmelo Nemesio Siguayro Quispe (Proyecto de la Integración para la Cooperación)
  3. Gladys Laura Cahuaya (Proyecto de la Integración para la Cooperación)
  4. Carlos Armando Pilco Chata (Proyecto de la Integración para la Cooperación)
  5. Arturo Choque Arucutipa (Proyecto de la Integración para la Cooperación)
  6. Justino Chambi Ucharico (Movimiento Andino Socialista)
  7. Pablo Gómez Quiñonez (Democracia Directa)

## Festividades
- Junio: San Antonio de Padua - 13 de junio
- Agosto: Virgen de la Asunción - 15 de agosto
- Octubre: Fiesta del Tata Pancho (San Francisco de Borja) - 10 de octubre